# 阿尔弗雷德·朱尔斯·艾耶尔
阿尔弗雷德·朱尔斯·艾耶爾爵士（英語：Sir. Alfred Jules Ayer，/ɛər/；1910年10月29日—1989年6月27日），英國哲學家，因1936年出版《語言、真理與邏輯》而聞名於世。此书中他提出了逻辑实证主义的一个主要论点，从而成为了逻辑实证主义在英文世界的代言人。在1946年至1959年，他曾是倫敦大學學院的精神邏輯哲學的教授，同時也是牛津大學的邏輯教授。在1970年，他被封為爵士。

## 生平
艾耶爾於倫敦出世，年少時曾就讀於伊頓公學及牛津大學基督堂學院。1932年，到維也納大學進修並且開始與維也納學派接觸。1952年，艾耶爾成了英國科學院院士。1963年，被授予美國科學院名譽院士。1976年，更當選丹麥科學文學院外籍院士。1962年，獲得布魯塞爾名譽博士學位。1972年，獲得東英吉利名譽博士學位。1978年，得到倫敦大學名譽博士學位。

## 观点
艾耶尔最著名的，或许是他在《语言、真理与逻辑》中提出的“证实原则”。根据这个原则，一个句子只有在可以被经验验证的条件下才有意义。否则，要么它是“分析的”同义反复；要么，如果既非经验的，也非分析的，则是“形而上学”的，也就是没有意义的。艾耶尔的思想受到维也纳学派和大卫·休姆的很大影响。他的写作风格清晰、活跃且善于辩论。这也使得他的《语言、真理与逻辑》成为了逻辑实证主义者的必读，这本书被认为是二十世纪分析哲学的经典文本，它极大帮助了逻辑实证主义（起源于德语国家奥地利）在英语世界的传播。
艾耶尔继承了約翰·洛克、大卫·休谟以及与他同时代的伯特兰·罗素的英国经验主义传统。艾耶尔一生一直终于自己的观点：他始终拒斥先验知识的可能性，所以他视哲学的方法为对关键概念--诸如“因果律”、“真理”、“知识”、“自由”等的分析。
1972-73年，艾耶尔在圣安德鲁斯大学讲授，随后出版了《哲学的中心问题》。他相信逻辑实证主义的观点：大部分传统的所谓“哲学”--包括所有的形而上学、神学和美学--都不能被判断为真或假，故关于它们的讨论都是无意义的。这使得他在许多哲学系收到冷落甚至攻击。
在《人的概念和其他论文》（1963年）一书中，艾耶尔提出了对于维特根施坦“私人语言”理论的若干批评。
牛津大学哲学家約翰·朗肖·奧斯丁在其《感觉与可被感知之物》一书中批评了艾耶尔在《经验主义知识的基础》一书中提出的“感觉材料”理论。艾耶尔以《奥斯丁驳倒感觉材料理论了吗？》回复了奥斯丁的批评。
他撰写了两部关于罗素的作品：《罗素与摩尔：分析哲学之传统》（1971年），《罗素》（1972年）。他还写了休姆哲学入门文献。

## 作品
- 1938年，《語言、真理與邏輯》[3]
- 1940年，《经验知识的基础》[4]
- 1954年，《哲学论文》（关于自由、现象学、基本命题，功利主义，其他心灵，过去，本体论的论文）[5]
- 1957年，《作为逻辑关系的概率的概念》[6]
- 1955年，《知识的问题》[7]
- 1963年，《人的概念和其他论文》（关于真理，隐私和私人语言，自然律，人的概念，概率的论文）[8]
- 1967年，《奥斯丁驳倒感觉材料理论了吗？》[9]
- 1968年，《实用主义的起源》[9]
- 1969年，《形而上学与常识》[10]
- 1971年，《罗素与摩尔：分析哲学之传统》[11]
- 1972年，《概率与证据》[12]
- 1972年，《伯特兰·罗素》[13]
- 1973年，《哲学的中心问题》[14]
- 1977年，《我生命的一部分》[15]
- 1979年，《回复》[16]
- 1980年，《休姆》[17]
- 1982年，《二十世纪里的哲学》[18]
- 1984年，《自由与伦理及其他论文》[19]
- 1984年，《我生命中的更多部分》[20]
- 1986年，《路德维希·维特根施坦》[21]

## 外部連結
- Article （页面存档备份，存于） 史丹福哲學百科全書
- A. J. Ayer at Philosophry